# Yelva obscura
Yelva obscura är en fjärilsart som beskrevs av Birket-smith 1965. Yelva obscura ingår i släktet Yelva och familjen björnspinnare. Inga underarter finns listade i Catalogue of Life.